# North High Shoals
North High Shoals és una població dels Estats Units a l'estat de Geòrgia. Segons el cens del 2000 tenia 439 habitants.

## Demografia
Segons el cens del 2000, North High Shoals tenia 439 habitants, 144 habitatges, i 117 famílies. La densitat de població era de 67,8 habitants/km².
Dels 144 habitatges en un 51,4% hi vivien nens de menys de 18 anys, en un 72,2% hi vivien parelles casades, en un 6,9% dones solteres, i en un 18,1% no eren unitats familiars. En el 13,9% dels habitatges hi vivien persones soles el 6,9% de les quals corresponia a persones de 65 anys o més que vivien soles. El nombre mitjà de persones vivint en cada habitatge era de 3,05 i el nombre mitjà de persones que vivien en cada família era de 3,42.
Per edats la població es repartia de la següent manera: un 34,6% tenia menys de 18 anys, un 5,9% entre 18 i 24, un 31,4% entre 25 i 44, un 20,7% de 45 a 60 i un 7,3% 65 anys o més.
L'edat mediana era de 33 anys. Per cada 100 dones de 18 o més anys hi havia 96,6 homes.
La renda mediana per habitatge era de 60.208 $ i la renda mediana per família de 63.333 $. Els homes tenien una renda mediana de 41.250 $ mentre que les dones 28.750 $. La renda per capita de la població era de 17.444 $. Entorn del 6% de les famílies i el 5,9% de la població estaven per davall del llindar de pobresa.

## Poblacions més properes
El següent diagrama mostra les poblacions més properes.